# فردوسی (دهانه برخوردی)
فردوسی یک دهانهٔ برخوردی بر روی سیارهٔ تیر (عطارد) است که دارای قطر ۹۸ کیلومتر است. نام این دهانه توسط اتحادیه بین‌المللی اخترشناسی در سال ۲۰۱۰ به افتخار حکیم ابوالقاسم فردوسی برگزیده شده است. فردوسی سخن‌سرای نامی ایران و سرایندهٔ شاهنامه، حماسهٔ ملی ایران است.